# Cynthia Watmough

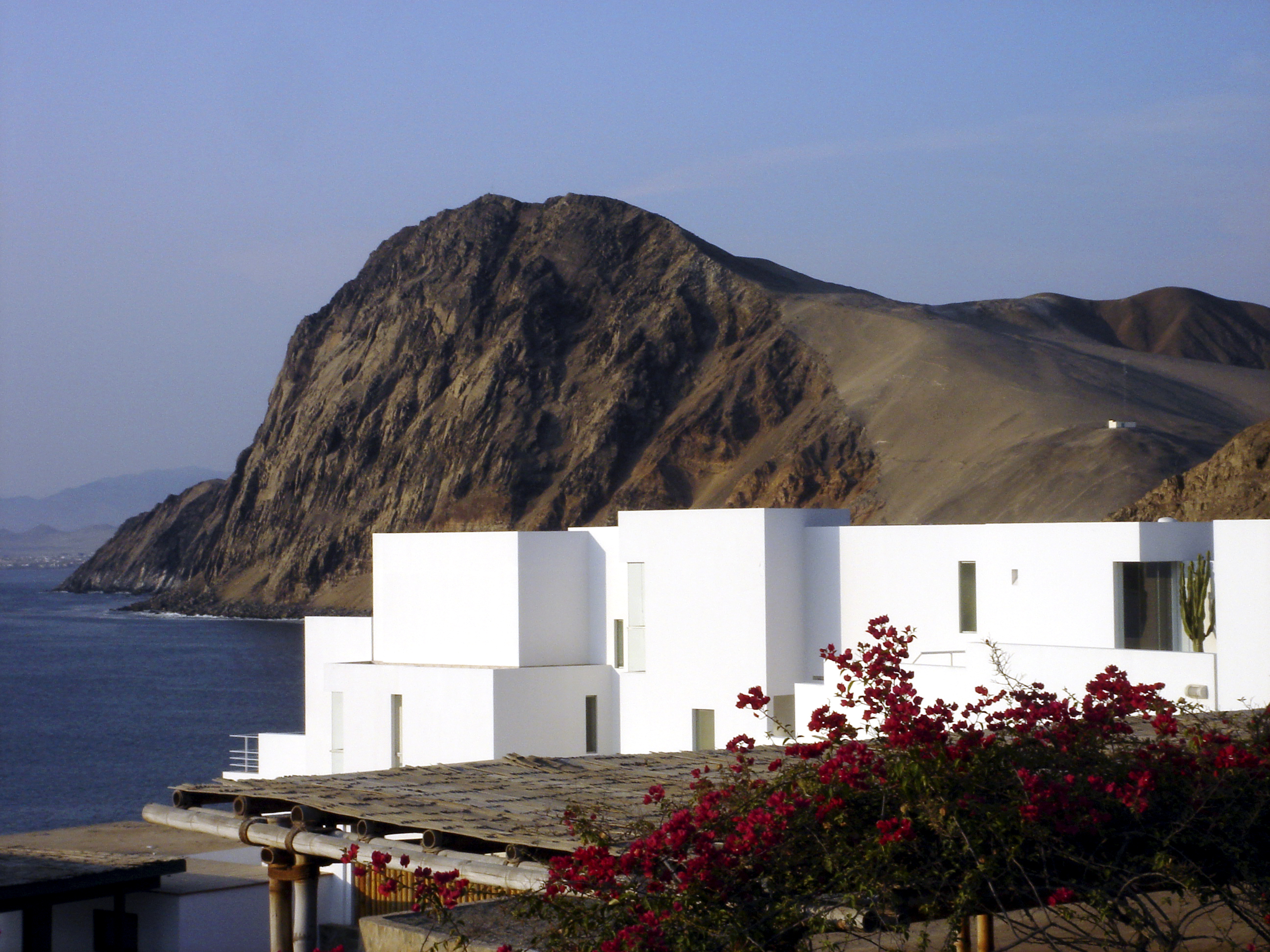
Edificio H en playa La Honda

Cynthia Isabel Watmough Vega (Lima, Perú 1961) es una arquitecta peruana, ganadora del Premio Hexágono de Oro.

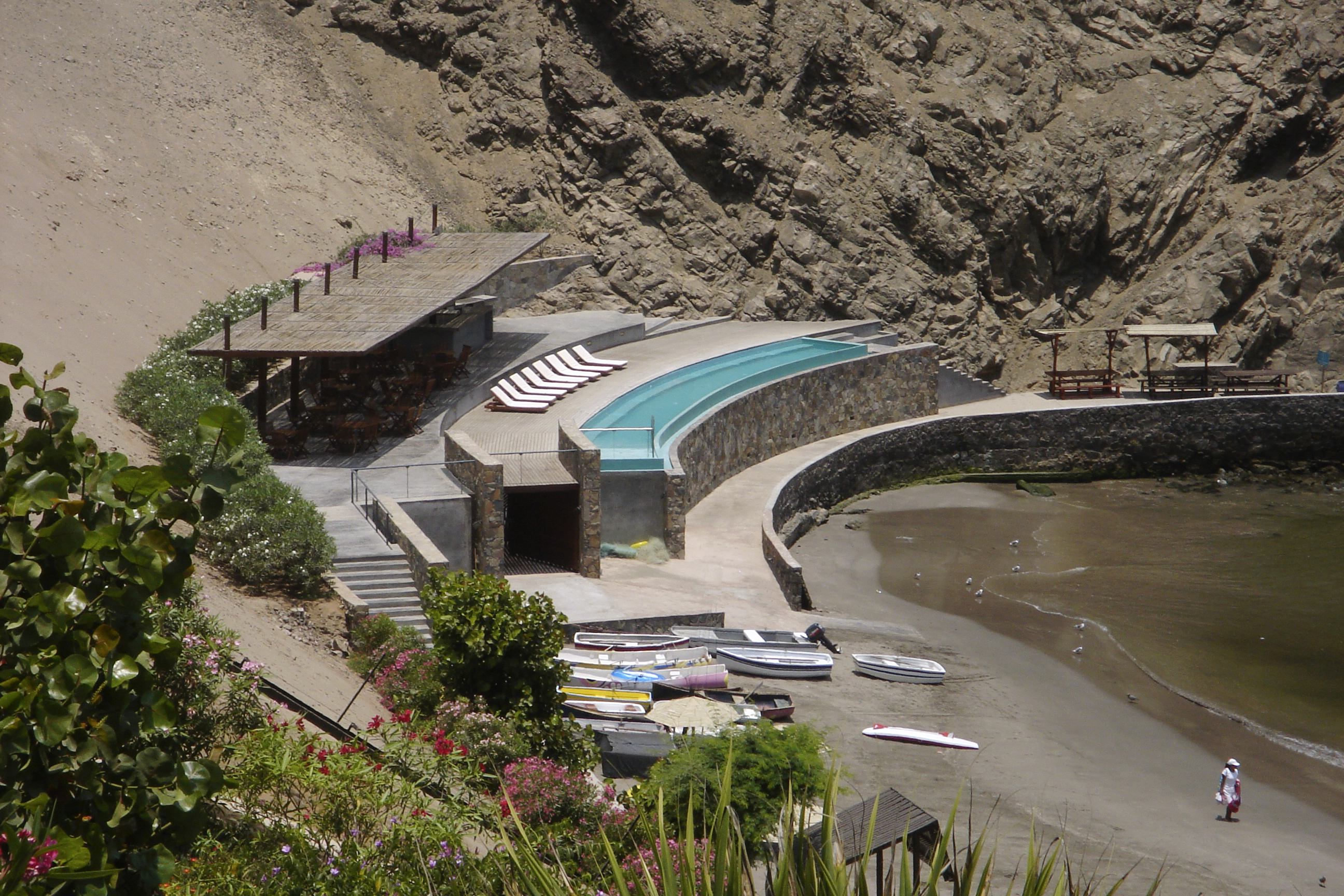
Club de Playa La Honda, Lima

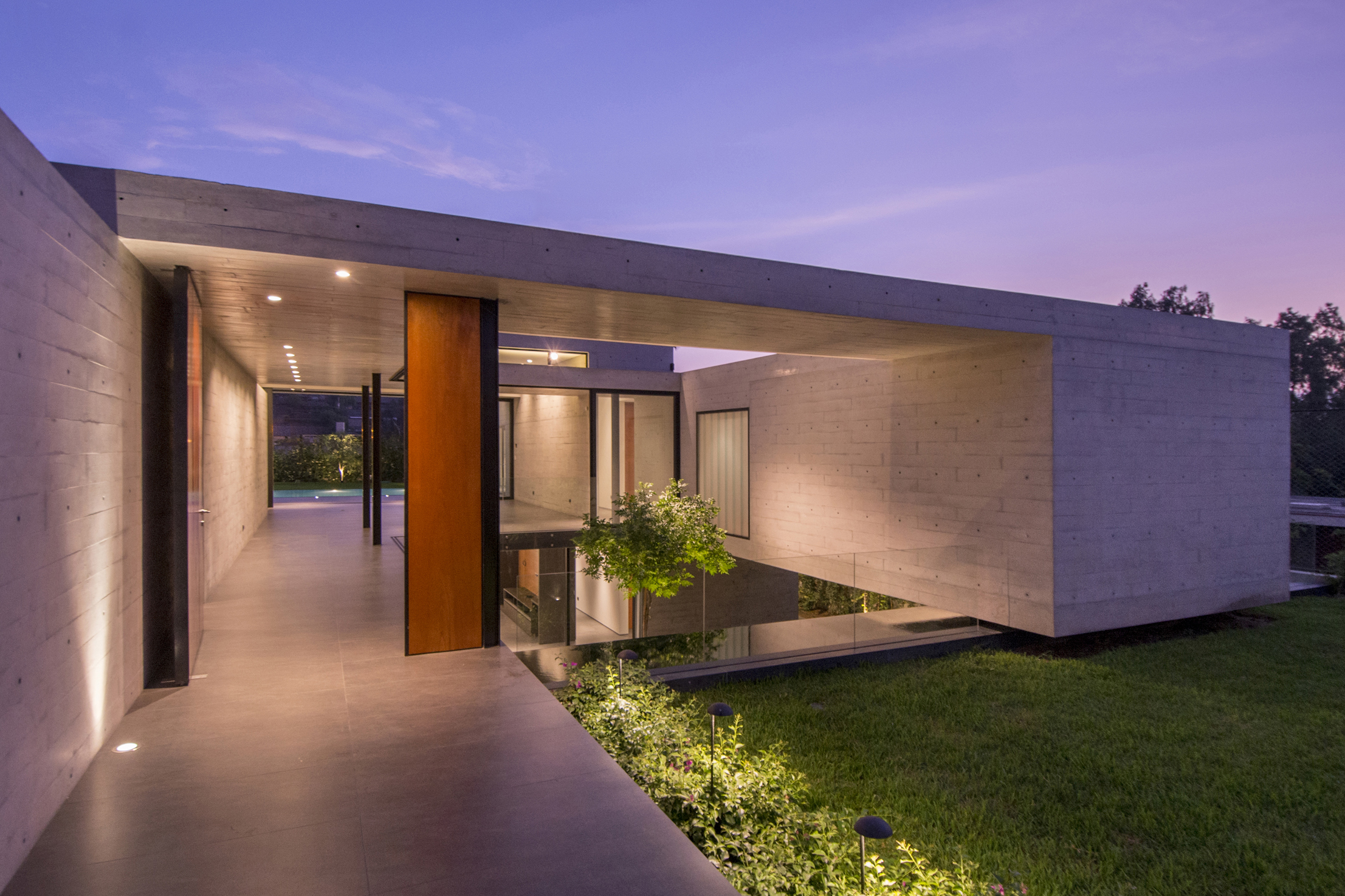
Casa Patio III, Lima

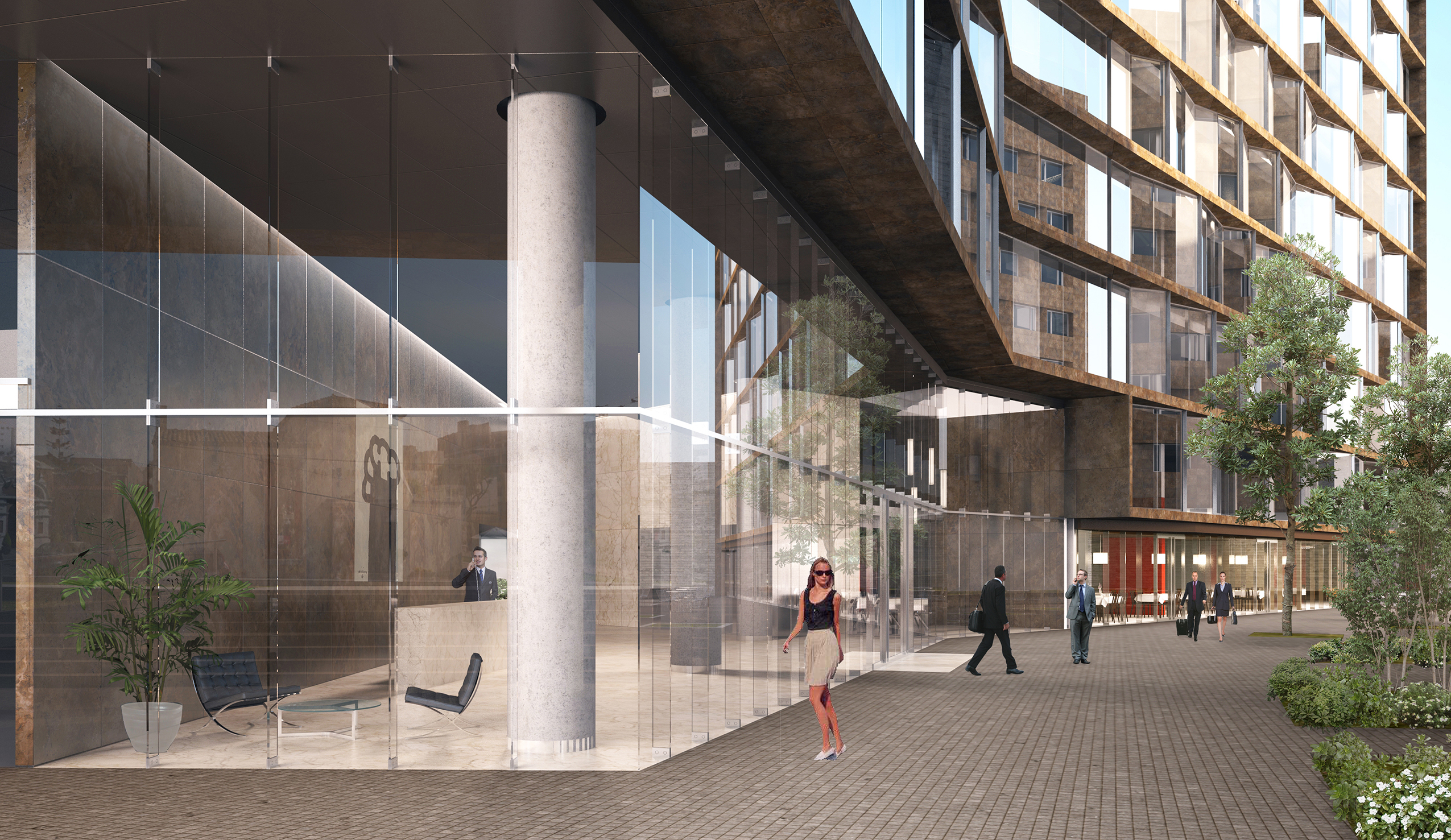
Proyecto Hotel Oficinas Talbot, Lima

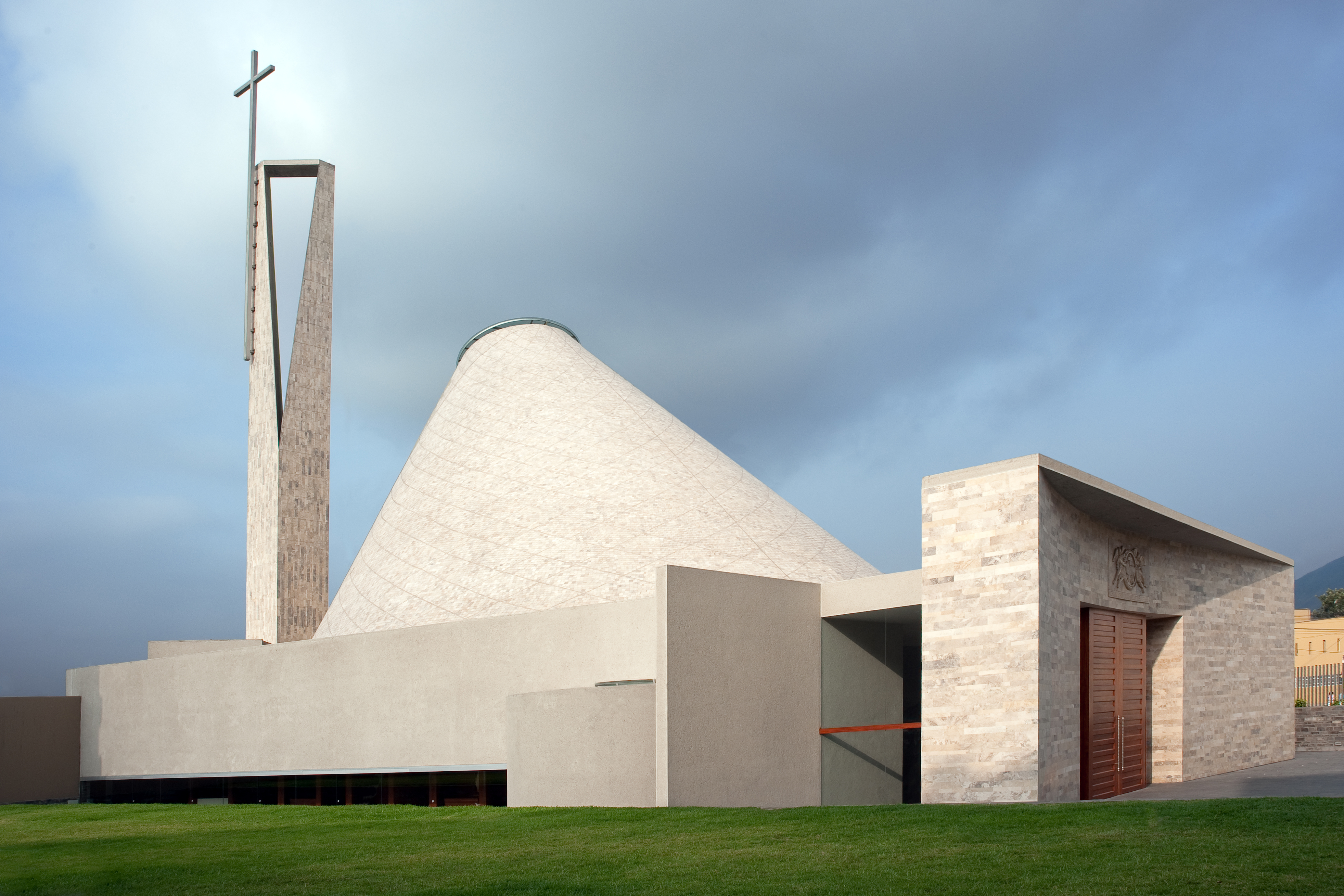
Iglesia Sagrado Corazón de Jesús, Lima

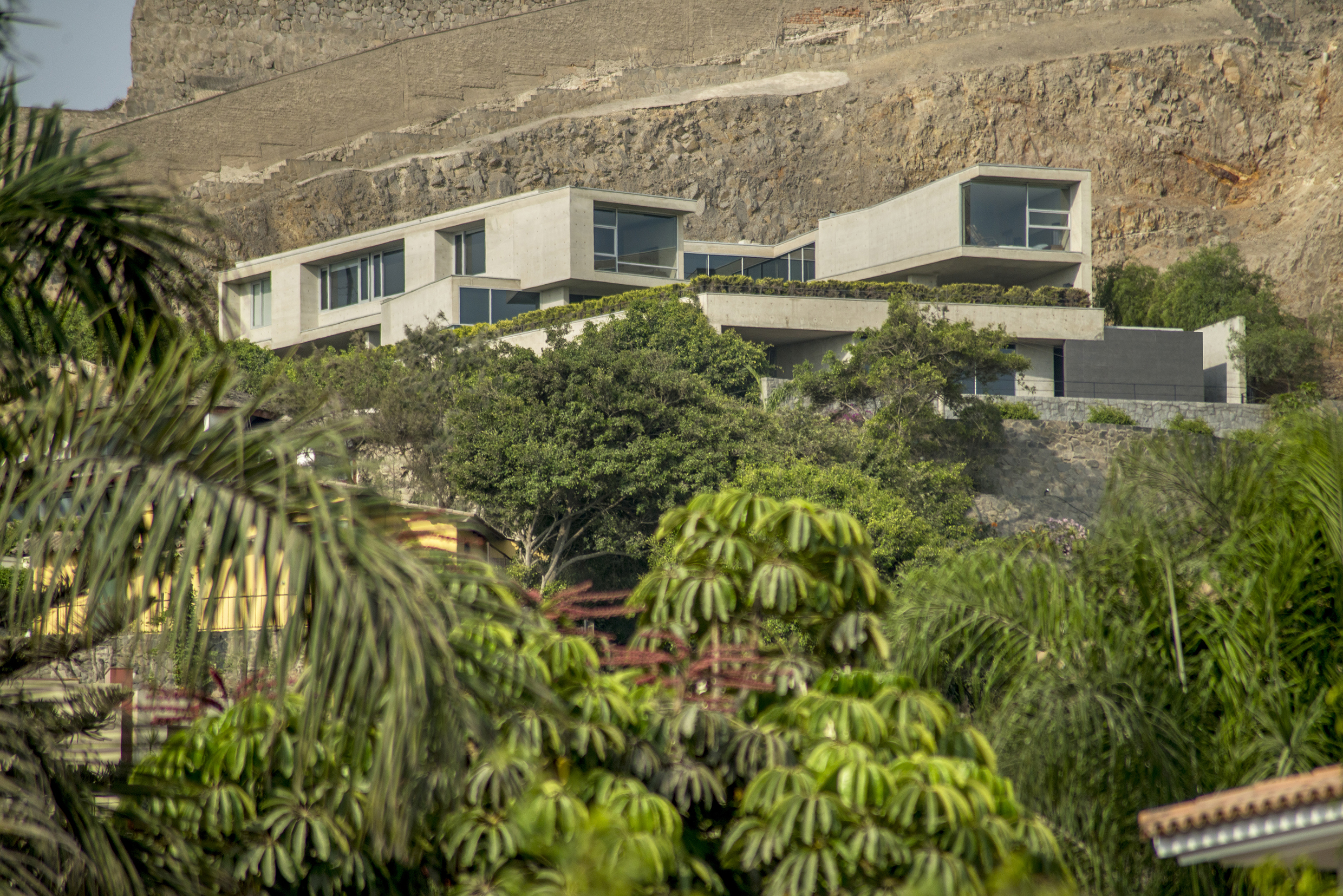
Casa Ladera II, Lima

## Trayectoria
Cynthia Watmough estudió arquitectura en la Universidad de Siracusa en Nueva York, Estados Unidos, entre 1978 y 1983. En Lima se desempeñó durante unos años como profesora en la Universidad Ricardo Palma. Luego viajó a Inglaterra y, entre 1990 y 1991, estudió en el Architectural Association School of Architecture de Londres, donde obtuvo el título de Magíster en Housing + Development. De regreso nuevamente en Lima en 1992, junto al arquitecto Alfredo Benavides, su esposo, abrió la oficina Benavides & Watmough arquitectos.
El trabajo de la oficina Benavides & Watmough arquitectos abarca distintas modalidades tales como encargos privados públicos y concursos profesionales, incluyendo escalas y programas diversos: residencias particulares y colectivas, iglesias, universidades, hoteles y proyectos urbanos. Las tareas de organización y coordinación del trabajo son en equipo, con la colaboración de otros arquitectos: Stephanie Delgado, Stanislas Naudeau, Álvaro Noel Rojas, José Luis Fernández, Verónica Aguirre, Pamela Acuña e Ivonne Flórez.
Watmough se desempeña desde 2006 como profesora en la Pontificia Universidad Católica del Perú en los cursos FC (2006-2010), y Taller 5 diseño enfocado en la arquitectura del paisaje de la Facultad de Arquitectura y Urbanismo. En 2013, gracias a un convenio especial entre su Universidad y la Facultad de Arquitectura, Arte y Diseño de la Universidad Diego Portales de Chile que implementan conjuntamente una modalidad de cursos intensivos dictados tanto en Perú como en Chile, obtiene el título de Magíster en Territorio y Paisaje.
Se ha interesado especialmente por las formas abstractas altamente estilizadas del Palacio precolombino de Puruchuco, que atrajeron la mirada de tres fotógrafos (1950-1980) quienes lo retrataron bajo los parámetros de un artista moderno relacionando, así, dos épocas artísticas distintas: los conceptos del Movimiento Moderno de la primera mitad del siglo XX, y el legado de nuestra cultura prehispánica.

## Obras
En 2003 se asoció con Ruth Alvarado y crearon el Club Playa La Honda, un club náutico y de pesca inspirado en los andenes incaicos.
El edificio multifamiliar en el club de playa La Honda recibe en el año 2000 el Hexágono de Oro, premio máximo de la IX Bienal de Arquitectura de Perú organizada por el Colegio de Arquitectos del Perú.
Se trata de un edificio de vivienda temporal construido en cuatro niveles escalonados y un sótano, con cuatro pequeños departamentos que se articulan en torno a un patio central trapezoidal y a un eje de circulación continuo. Además de aprovechar su particular ubicación -una hermosa playa al sur de Lima, en un lote profundo de 12.50 m de frente, 8.50 m de fondo, con una entalladura de 5 m en su parte central- el ordenamiento espacial está controlado por la topografía del terreno y por la interacción de múltiples perspectivas.
En 2007, junto a Alfredo Benavides, Oscar Borasino y Ruth Alvarado, construyó la Iglesia Sagrado Corazón de Jesús, un templo de planta elíptica en Lima.
La casa en La Ladera II (2011) está ubicada en una zona residencial de Surco, Lima, sobre un terreno de 1.500 metros cuadrados con una vista excepcional de 270° sobre la ciudad. Watmough comenta que la resolución del acceso a la vivienda fue uno de los mayores retos. El terreno comprende una pendiente parcialmente ocupada por un cerro de roca en su parte posterior, por lo que se proyecta una rampa vehicular hasta el nivel de estacionamiento, cubierta con una losa de hormigón para aprovechar los 200 metros cuadrados del área de jardín que ocupa. Se convierte así en una rampa-túnel, donde se abren en ciertos tramos, unas pequeñas claraboyas para su iluminación y ventilación. Se decide ubicar la plataforma del primer nivel a diez metros de altura con respecto a la rotonda de acceso, para liberar la vista de los techos inmediatos de las casas vecinas. La estrategia general es relacionar visualmente la casa con la panorámica de la ciudad de Lima y el corte natural del cerro en la parte posterior.
El campus de la Universidad San Ignacio de Loyola (2014) en el distrito La Molina, Lima, resulta de un concurso privado donde la oficina obtiene el primer lugar. Se trata de un plan, que está siendo construido en etapas, compuesto por 5 edificios: el aulario, un edificio administrativo y biblioteca de 10 pisos, un auditorio polivalente para 1.000 butacas, una capilla y el estacionamiento para 800 vehículos, con una superficie total de 58.000m2. El proyecto contempla tres estrategias proyectuales: generar un gran espacio central, disponiendo los cinco bloques construidos en el perímetro del terreno; orientar el aulario en sentido este-oeste, para lograr la mayor eficiencia energética y evitar la radiación solar directa sobre las aulas; y conectar los diferentes edificios a través de un sistema de corredores, puentes y espacios públicos en diversos niveles.

## Premios y reconocimientos
La oficina Benavides & Watmough ha recibido a la largo de los años diferentes premios y reconocimientos. 
- Premio Hexágono de Oro, IX Bienal Nacional de Arquitectura del Perú - 2000. Lima, Perú por la Casa H.
- Finalista Hexágono de Oro, IX Bienal Nacional de Arquitectura del Perú - 2000. Lima, Perú, por la Casa O.
- Finalista Hexágono de Oro, IX Bienal Nacional de Arquitectura del Perú. - 2000. Lima, Perú, por Iglesia Sagrado Corazón.
- Mención Honrosa XIV Bienal Panamericana de Arquitectura de Quito, 2004 - por el club de playa La Honda.
- XI Bienal Nacional de Arquitectura del Perú, 2004 - Mención Honrosa por Iglesia Sagrado Corazón.
- Primer puesto XIII Bienal de Arquitectura del Perú, 2008 en la categoría de turismo, culto y recreación por la Iglesia Sagrado Corazón.
- Primer premio Concurso Privado, Hotel Oficinas Talbot, Hotel 5 estrellas y edificio de oficinas. 2013
- Premio DARS 2014 - Premio a la Responsabilidad Social Universitaria docente 2014. Postulación Grupal: Alfredo Benavides, Cynthia Watmough y Demóstenez Mori, (Taller 5) con la Iniciativa “Investigación y Gestión para la declaratoria como paisaje cultural en el Ministerio de Cultura de las Canteras de Sillar de Añashuayco en Arequipa.[10]